# Lantic
Lantic (tiếng Breton: Lannidig) là một xã của tỉnh Côtes-d’Armor, thuộc vùng Bretagne, tây bắc Pháp.

## Dân số
Người dân ở Lantic được gọi là Lanticais.